# Champagne-Vigny
Champagne-Vigny è un comune francese di 220 abitanti situato nel dipartimento della Charente, nella regione della Nuova Aquitania.

## Società

### Evoluzione demografica
Abitanti censiti

## Amministrazione

### Gemellaggi
- Mathry, Regno Unito, dal 1988